# Camila Pitanga
Camila Manhães Sampaio (n. 14 iunie 1977, Rio de Janeiro) este o actriță și model braziliană.
Premiul ei la televiziune a început atunci când a jucat unul dintre personajele principale ale teatrului A Próxima Vítima, de Silvio de Abreu în 1995, despre Rede Globo, telenovela a avut o diferență în abordarea rasismului într-un mod neobișnuit în societatea braziliană: Camila a interpretat-o pe Patrícia complot, un adolescent frumos visat de a fi un model de rol. 
In Paraíso Tropical a obtinut hartia care a pus-o in primul echipament al televiziunii, prostituata Bebel, personajul prin care a primit laudele publicului si criticului si mai multe premii fiind lucrarea sa de succes mai mare pana astazi. 
De asemenea, a fost co-protagonistul românilor Babilônia și Velho Chico și antagonist în Porto dos Milagres, în timp ce a jucat în Cama de Gato și Lado a Lado la șase. 
El este, împreună cu Taís Araújo, unul dintre puținii protagoniști negri ai telenovelaselor din Rede Globo.

## Viața personală
Ea este fiica actorului Antônio Pitanga și a actriței Vera Manhães, și sora actorului Rocco Pitanga.
În 2001, sa căsătorit cu directorul de artă Cláudio Amaral Peixoto. La 19 mai 2008, a născut Antônia, prima fiică a cuplului, numele fetei a fost un tribut adus tatălui său. În 2011, după 11 ani de relație, cuplul sa despărțit.

## Filmografie

### Televiziune
- 1993 - Sex Appeal .... Vilma
- 1993 - Fera Ferida .... Teresinha Fronteira
- 1995 - A Próxima Vítima .... Patrícia Noronha
- 1996 - Malhação .... Alex
- 1998 - Pecado Capital .... Ritinha
- 1999 - Você Decide - Transas de Família: Parte 1
- 2000 - Brava Gente - Meia Encarnada Dura de Sangue .... Elisa
- 2000 - A Invenção do Brasil .... Catarina Paraguaçu
- 2001 - Porto dos Milagres .... Esmeralda
- 2002 - Pastores da Noite .... Marialva
- 2002 - A Grande Família - A Enorme Família .... Marina
- 2002 - A Grande Família - Ô Velho Gostoso .... Marina
- 2003 - A Grande Família - Como Rechear um Peru ....  Marina
- 2003 - Femei îndrăgostite .... Luciana Rodrigues Ribeiro Alves
- 2005 - Belíssima .... Mônica Santana
- 2005 - Quem Vai Ficar com Mário? .... Diana
- 2007 - Paraíso Tropical .... Francisbel dos Santos Batista (Bebel)
- 2008 - Faça Sua História - Super-Mamãe Suzete .... Cherry Davis
- 2008 - Faça Sua História - A Estrela do Irajá .... Cherry Davis
- 2008 - Som Brasil
- 2009 - Cama de Gato .... Rosenilde Pereira (Rose)
- 2011 - Insensato Coração .... Carol[14][15][16][17][18]
- 2011 - A Grande Família -  O Amor Custa Caro .... Kelly[19]
- 2012 - Lado a Lado .... Isabel[20]
- 2013 - A Grande Família -  Um Homem Chamado Flor .... Marina Souza
- 2014 - Sessão de Terapia .... Rita Sanchez[21]
- 2015 - Babilônia .... Regina Rocha Loureiro Teixeira[22][23]
- 2016 - Velho Chico .... Maria Tereza de Sá Ribeiro

### Cinema
- 1984 - Quilombo
- 1995 - Super Colosso
- 2001 - Atlantida: Imperiul dispărut .... Kida
- 2001 - Caramuru - A Invenção do Brasil .... Catarina Paraguaçu
- 2003 - Bala Perdida
- 2004 - Redentor .... Soninha
- 2004 - Bendito Fruto .... Choquita
- 2004 - O Preço da Paz .... Anésia
- 2005 - O Signo do Caos .... Furacão de Santos
- 2005 - Sal de Prata .... Cassandra
- 2006 - Mulheres do Brasil .... Esmeralda
- 2007 - Saneamento Básico, o Filme .... Silene
- 2007 - Noel - Poeta da Vila .... Ceci
- 2010 - Lutas .... Janaína
- 2011 - Eu Receberia as Piores Notícias dos seus Lindos Lábios .... Lavínia